# ATC (B05)
Jest to część klasyfikacji anatomiczno-terapeutyczno-chemicznej:
- B – Krew i układ krwiotwórczy
  - B 01 – Leki przeciwzakrzepowe
  - B 02 – Leki przeciwkrwotoczne
  - B 03 – Leki stosowane w niedokrwistości
  - B 05 – Preparaty krwiozastępcze i roztwory do wlewów
  - B 06 – Inne leki hematologiczne

## B 05 A – Krew i preparaty krwiopochodne
- B 05 AA – Preparaty krwiozastępcze i frakcje białkowe osocza
  - B 05 AA 01 – albuminy
  - B 05 AA 02 – inne frakcje białkowe osocza
  - B 05 AA 03 – fluorokarbonowe substytuty krwi
  - B 05 AA 05 – dekstran
  - B 05 AA 06 – żelatyna
  - B 05 AA 07 – hydroksyetyloskrobia
  - B 05 AA 08 – krosfumaryl hemoglobiny
  - B 05 AA 09 – rafimer hemoglobiny
  - B 05 AA 10 – glutamer hemoglobiny
- B 05 AX – Inne preparaty krwiopochodne
  - B 05 AX 01 – erytrocyty
  - B 05 AX 02 – trombocyty
  - B 05 AX 03 – osocze krwi
  - B 05 AX 04 – komórki macierzyste z krwi pępowinowej

## B 05 B – Roztwory do wlewów dożylnych
- B 05 BA – Roztwory do żywienia pozajelitowego
  - B 05 BA 01 – aminokwasy
  - B 05 BA 02 – emulsje tłuszczowe
  - B 05 BA 03 – węglowodany
  - B 05 BA 04 – hydrolizaty białkowe
  - B 05 BA 10 – połączenia
- B 05 BB – Roztwory wpływające na równowagę elektrolitową
  - B 05 BB 01 – elektrolity
  - B 05 BB 02 – elektrolity w połączeniu z węglowodanami
  - B 05 BB 03 – trometamol
  - B 05 BB 04 – elektrolity w połączeniu z innymi lekami
- B 05 BC – Roztwory wywołujące diurezę osmotyczną
  - B 05 BC 01 – mannitol
  - B 05 BC 02 – karbamid

## B 05 C – Roztwory do płukania
- B 05 CA – Środki przeciwinfekcyjne
  - B 05 CA 01 – cetylpirydynium
  - B 05 CA 02 – chloroheksydyna
  - B 05 CA 03 – nitrofural
  - B 05 CA 04 – sulfametizol
  - B 05 CA 05 – taurolidyna
  - B 05 CA 06 – kwas migdałowy
  - B 05 CA 07 – noksytiolina
  - B 05 CA 08 – mleczan etakrydyny
  - B 05 CA 09 – neomycyna
  - B 05 CA 10 – połączenia
- B 05 CB – Roztwory soli
  - B 05 CB 01 – chlorek sodu
  - B 05 CB 02 – cytrynian sodu
  - B 05 CB 03 – cytrynian magnezu
  - B 05 CB 04 – wodorowęglan sodu
  - B 05 CB 10 – połączenia
- B 05 CX – Inne roztwory do płukania
  - B 05 CX 01 – glukoza
  - B 05 CX 02 – sorbitol
  - B 05 CX 03 – glicyna
  - B 05 CX 04 – mannitol
  - B 05 CX 10 – połączenia

## B 05 D –Roztwory do dializy otrzewnowej
- B 05 DA – Roztwory izotoniczne
- B 05 DB – Roztwory hipertoniczne

## B 05 X – Dożylne roztwory uzupełniające
- B 05 XA – Roztwory elektrolitowe
  - B 05 XA 01 – chlorek potasu
  - B 05 XA 02 – wodorowęglan sodu
  - B 05 XA 03 – chlorek sodu
  - B 05 XA 04 – chlorek amonu
  - B 05 XA 05 – siarczan magnezu
  - B 05 XA 06 – fosforan potasu, razem z połączeniami z innymi solami potasowymi
  - B 05 XA 07 – chlorek wapnia
  - B 05 XA 08 – octan sodu
  - B 05 XA 09 – fosforan sodu
  - B 05 XA 10 – fosforan magnezu
  - B 05 XA 11 – chlorek magnezu
  - B 05 XA 12 – chlorek cynku
  - B 05 XA 13 – kwas solny
  - B 05 XA 14 – glicerofosforan sodu
  - B 05 XA 15 – mleczan potasu
  - B 05 XA 16 – roztwory kardioplegiczne
  - B 05 XA 17 – octan potasu
  - B 05 XA 18 – siarczan cynku
  - B 05 XA 19 – glukonian wapnia[1]
  - B 05 XA 20 – selenian sodu[2]
  - B 05 XA 30 – połączenia elektrolitów
  - B 05 XA 31 – elektrolity w połączeniach z innymi lekami
- B 05 XB – Aminokwasy
  - B 05 XB 01 – chlorowodorek argininy
  - B 05 XB 02 – glutaminian alaniny
  - B 05 XB 03 – lizyna
- B 05 XC – Witaminy
- B 05 XX – Inne uzupełniające roztwory dożylne
  - B 05 XX 02 – trometamol

## B 05 Z – Roztwory do hemodializy i hemofiltracji
- B 05 ZA – Roztwory do hemodializy, koncentraty
- B 05 ZB – Roztwory do hemofiltracji